# Moskvinita-(Y)
La moskvinita-(Y) és un mineral de la classe dels silicats.

## Característiques
La moskvinita-(Y) és un ciclosilicat de fórmula química Na₂K(Y,REE) [Si₆O15], on l'itri pot ser reemplaçat per altres terres rares. Va ser aprovada com a espècie vàlida per l'Associació Mineralògica Internacional l'any 2002. Cristal·litza en el sistema ortoròmbic. La seva duresa a l'escala de Mohs és 5.
Segons la classificació de Nickel-Strunz, la moskvinita-(Y) pertany a «09.CD - Ciclosilicats, amb dobles enllaços de 3[Si₃O9]6-", sent l'única espècie d'aquesta família.

## Formació i jaciments
Es troba en una pegmatita de gra gruixut de reedmergnerita. Va ser descoberta a la glacera Darai-Pioz, al mont Tien Shan (Tadjikistan), on sol trobar-se associada a altres minerals com: teliuixenkoïta, shibkovita, polilitionita, microclina, leucofanita, kentbrooksita, hialotequita i albita. També ha estat descrita al dipòsit d'urani de Kvanefjeld, al complex intrusiu d'Ilímaussaq (Kujalleq, Groenlàndia).